# Klemens Friemel
Klemens Friemel (* 21. Dezember 1881 in Prag; † 21. Jänner 1961 in Wien) war nach der Befreiung Wiens durch die Rote Armee für drei Monate Bezirksbürgermeister (= Bezirksvorsteher) des 10. Wiener Gemeindebezirks Favoriten. Er gehörte der Kommunistischen Partei Österreichs an.
Friemel war Sohn eines akademischen Malers und einer Müllerstochter und von Beruf Bäckergehilfe. Vor dem Ersten Weltkrieg dürfte er auch selbstständiger Bäcker gewesen sein. Aus seiner ersten Ehe gingen drei Kinder hervor, darunter Rudolf (siehe unten). Er gehörte bis zu ihrem Verbot 1934 der SDAP, der österreichischen Sozialdemokratie, an. Von der Ständestaatsdiktatur wurde er wegen politischer Betätigung für die Revolutionären Sozialisten mehrmals verhaftet und festgehalten, unter anderem im Anhaltelager Wöllersdorf. 1937 wandte er sich der „illegalen“ KPÖ zu, zu der er auch während der NS-Diktatur Kontakt hielt. Im Krieg arbeitete er bis 1945 als Portier der Firma Brown, Boveri & Cie. in deren Werk in der Gudrunstraße in Favoriten.
Am 18. März 1944 fungierte Klemens Friemel im KZ Auschwitz als Trauzeuge bei der vom Reichssicherheitshauptamt gestatteten Hochzeit seines im Widerstand tätig gewesenen und noch im gleichen Jahr gehenkten Sohnes Rudolf mit der seit 1943 in Wien wohnenden Spanierin Margarita Ferrer Rey. Der Vorgang wurde 2002 von Erich Hackl nacherzählt, seit 2004 (Beschluss) bzw. 2009 (Durchführung) ist die Rudolf-Friemel-Gasse im 10. Bezirk nach Klemens Friemels Sohn benannt.
Von einem örtlichen Kommandanten der Sowjetarmee, dem er vertrauenswürdig erschien, wurde Friemel am 9. April 1945 noch während der Schlacht um Wien als Bezirksbürgermeister von Favoriten eingesetzt. 1947 wurde dazu amtlich festgehalten, Friemel habe sich mit einer größeren Anzahl freiwilliger Mitarbeiter im Magistratischen Bezirksamt etabliert und das drohende Chaos bekämpft.
Im April 1945 waren im 10. Bezirk mehrere KPÖ-Gruppen aus der Illegalität herausgetreten. Im Zuge des Aufbaus einer einheitlichen Parteiorganisation wurde Friemel am 24. Juli 1945 als Bezirksbürgermeister durch einen anderen Kommunisten, Karl Kempf, abgelöst. Bis 1950 arbeitete er als Leiter eines städtischen Kindererholungsheims und war noch länger als Bezirksobmann des der KPÖ nahestehenden Zentralverbandes der Pensionisten tätig.
Friemel wurde 1990 in Josef Rauchenbergers Band über die Bezirksvertretungen in Wien und danach auch in anderen Texten irrtümlich als Eduard Friemel angeführt.